# بهاریه (دلیجان)
بهاریه نام روستایی از توابع بخش مرکزی شهرستان دلیجان در استان مرکزی است. این روستا در دهستان دودهک قرار دارد و براساس سرشماری مرکز آمار ایران در سال ۱۳۸۵، جمعیت آن ۹ نفر (۶ خانوار) بوده است.